# محمد بن الحبيب البوزيدي المستغانمي
محمد بن الحبيب البوزيدي المستغانمي من شيوخ الصوفية بالجزائر من مواليد 1824م بمدينة مستغانم ومن العلماء الذين خلد ذكراه تلميذه أحمد بن مصطفى بن عليوة بمخطوط برهان الخصوصية في الطريق البوزيدية 

## حياته

### نسبه
- هو محمد بن الحبيب بن عبد الله بن أحمد بن زيدان بن الصغير بن الجيلالي بن عبّو بن عبد الله بن أحمد بن أمحمد بن عبد الرحمن بن علي بن عبد المالك بن إبراهيم بن عامر بن عثمان بن إسحاق بن علي بن بوزيد الغوث بن علي بن المهدي بن سفيان بن يسّار بن موسى بن عيسى بن محمد بن موسى بن سليمان بن موسى بن محمد بن عيسى بن إدريس الأصغر بن إدريس الأكبر بن عبد الله الكامل بن الحسن المثنى بن الحسن السبط بن علي بن أبي طالب وفاطمة الزهراء بنت النبي محمد بن عبد الله.[2]

### نشأة
ولد سيدي محمد بن الحبيب البوزيدي بجنوب مدينة مستغانم بقرية البساتين المعروفة الآن «بدبدابة» وبالتحديد بجنان «تكارلي» سنة 1824م / 1239هـ. أول نشأته نشأ تحت تربية أبيه سيدي الحبيب الذي كان من أشهر الفقهاء والعارفين بالله، إذ تلقى مبادئ التعليم منه ثم انتقل بعد ذلك إلى قرية «بوقيراط» بضواحي مستغانم وتتلمذ هنالك على يد العارف بالله الشيخ سيدي الشارف بن تكّوك فقرأ القرآن وعلومه والفقه والحديث.
في هذه المدة، كان سيدي محمد البوزيدي يتفقد أهله من حين إلى آخر، وذات يوم قصد السوق مع أبيه فقبضت عليه السلطات الاستعمارية الفرنسية بتهمة أنه يتسوق إلى المدينة وينقل الأخبار لرجال المقاومة تحت قيادة الأمير عبد القادر الجزائري، وكان سبب هذه التهمة رجل عميل للسلطات العسكرية الفرنسية، فمكث رضي الله عنه في السجن بعض الأيام تحت التعذيب وكان عمره لم يتجاوز العشرين، ثم أفرج عنه بتدخل أخد أخواله «الخواخة» أي من بني «يخّو» ثم نصحه بمغادرة المدينة وإلا سيقتل، فغادرها متجها نحو الغرب الجزائري حتى وصل إلى تلمسان ثم اتجه للمغرب الأقصى

## طلبه العلم

### سياحته واجتماعه بشيخه 1834م / 1249هـ
حسب ما نقل عن أحمد ابن عليوة رضي الله عنه ذلك عن الشيخ محمد بن الحبيب البوزيدي حيث قال: إن سبب سياحتي إلى المغرب كانت ببركات أبي مدين شعيب وبإذنه وذلك أني بت ليلة في ضريحه بعد أن تلوت شيئاً من القرآن وإذا به رضي الله عنه قد أتاني هو ورجل من أجدادي (بوزيد بن علي الغوث دفين آفلو) فسلما علي ثم قال لي: «اذهب إلى المغرب إنني سرحتك !», قلت له: «إن المغرب كثير السموم والحيات (حِِّسًا ومعنى) وإنني لا أقدر أسكنه», فأخذ يمسح على جسدي بيده المباركة وقال لي: «إذهب لا تخف إننا حفظناك مما يطرأ عليك !», فاستيقظت مرعوباً ومن ضريحه توجهت إلى المغرب فحصلت على ملاقاة الشيخ محمد بن قدور الوكيلي رضي الله عنه بزاويته بجبل كركر، ففتح الله على عين قلبه، فحصل على الفتح المبين وأصبح من المقربين لشيخه.
فكان يقول لشيخه (لما يشهد من بركاته سر عجيب وفتح قريب): «يا سيدي بلادنا خالية من هذا الفن» فيقول له: «أهل بلادكم أولادنا وإنهم يحصلون على سر غريب والناس لا يظنون بهم خير فعند ذلك تسترحون». وظل في خدمة شيخه قرابة ثلاثين سنة ولهذا كان رضي الله عنه كثيراً ما يأمر أتباعه بزيارة ضريح أبو مدين رحمه الله ويذكره بالفضل.(1)
سئل الشيخ محمد البوزيدي رضي الله عنه عن البركة ما هي؟ فقال: هي القناعة لأنها كنز لا يفنى فمن كان له نصيب منها كان لا يحتاج إلى أحد. كنا عند محمد بن قدور رضي الله عنه في بعض الأيام نأكل الحشيش ونشرب الماء من عين زورة ونفترش الحلفاء ونسكن الغيران وكان إذا بعثنا الشيخ لنأتي بنبات الأرض للمعاش أنا ومن معي من الفقراء فيأخذ الفقراء في تخيير النبات الذي يناسب الطبخ وكنت آخذ ما يحاذيني بدون أن أتشوف لما وراء ذلك، فأنكر علي الفقراء وقالوا يوجد في العشب مالا يصلح للأكل. فقال الشيخ محمد بن قدور: «دعوا البوزيدي، هو ناقة الله يأكل في أرض الله». وكنا في راحة وقناعة لم توجد لذتها.

### توليه الإرشاد وإدارة أمور زاوية شيخه 1867م / 1283هـ
لمّا قرب انتقال الشيخ محمد ابن قدّور الوكيلي رضي الله عنه إلى جوار ربه كان يردد هذه الكلمات: «أخذ البوزيدي الِقربة برباطها !» والِقربة هي وعاء من جلد الشاة للسقاية، وهذه إشارة واضحة بأن البوزيدي أخذ السّر من شيخه، ثم أذن الشيخ الوكيلي لبعض مريديه والانصراف إلى أهلهم مثل عبد القادر بن عدة البوعبدلي دفين غيليزان ومحمد بن مسعود من الغزوات ومحمد الهبري دفين آحفير، ثم كلف من بعد ذلك محمد البوزيدي بأن يخلفه في مقامه ويشرف على زاويته وتربية أبنائه الصغار.
عمل محمد البوزيدي بوصية شيخه، فكان معلما ومرشدا وموجها وحكيما في التربية وتلقين الاسم الأعظم وكان لما يكثر عنده عدد المريدين ولا يجدون مكانا مُعِدًا للجلوس وليس للزاوية ما تفرشه لهم، يأمر بقطع القطف وهو نوع من الحشيش الأخضر الغليظ ويقول لهم: «أجلسوا، هذا سندس وإستبرق !», وبقي محمد البوزيدي على رأس الزاوية مؤدياً ما كُلف به بضع سنين إلى أن تصّدر أبناء شيخه بوشاية كاذبة وحسدا من بعض الأشقياء يتهم فيها الشيخ بأشنع الأعمال وحرضهم على قتل محمد البوزيدي لأنه كما يقول أخذ زاوية أبيهم وحّل مكانهم.
لمّا علِم الشيخ محمد البوزيدي بذلك من أحد مريديه المخلصين، عزم على الرحيل وقال له: «هذه علامة الإذن والانصراف حيث شاء الله والحمد لله قد وفيت بما كلّفني به شيخي في تصدير أبنائه والآن علمت علم اليقين أنهم قد بلغوا سن رشدهم فلا خوف عليهم».

### استقراره بوردانة وظهور أمره بها
ثم غادر محمد البوزيدي جبل كركر وزاوية شيخه بالليل ولا يمشي إلا تحت ظلام جناحه وكان لا يتحرك بالنهار لئلا يدركه طلاب قتله إلى أن وصل إلى قرية «وردانة» بإقليم الناظور فدخل على أهلها وقت العشاء بالمسجد وطلب منهم الضيافة فسألوه عن نفسه ومن أين أتى وعن شغله ومهنته فقال: «إني فقيه ومعلم الدين للصبيان», فلما أكرموه بالطعام، صلى بهم صلاة العشاء، ثم تأسفوا لعدم إيوائه بمنازلهم خوفا عليه من بعض الغارات لبعض القبائل وطلبوا منه المبيت بالمسجد وأخبروه بأن المسجد مسكونا من شيطان جان فتك بكثير من معلمي القرآن للصبيان، فقالوا له: «إن كنت كما تقول، فها أنت والمسجد وإلا انصرف لتنجو بحياتك», فأجاب: «وما كان لنفس أن تموت إلا بإذن الله، أنا وهذا الظالم تجري علينا جميعا مقادير الله».
فتفرق الناس إلى منازلهم وبقي محمد البوزيدي في غاية الأنس بالله حتى ظهر له هذا الشيطان في صوت مرعب يخرج من فيه وأنفه النار والدخان، فتلا محمد البوزيدي سورة الإخلاص، فثبته الله بها وربط على قلبه فكرر سورة الإخلاص وهو يوجه سبابته اليمنى حيثما تحرك الجان، فأحرقه الله تعالى بنور وبركة هذه السورة إلى أن صار الجان حفنة من رماد، ثم نام رضي الله عنه، وقرب الفجر قام وتوضأ وتلا ورده من النوافل وصلى صلاة الصبح بالمسجد ثم جاء أهل القرية ليروا ما آل إليه حال الشيخ الفقيه فوجدوه في اطمئنان يذكر ورده، فتعجبوا وسألوه عمّا كان من الظالم فقال لهم: «لقد طهّر الله هذا المسجد منه» وأشار إلى تلك الحفنة من الرماد وقال: «أدفنوها !», ثم استأذنهم بالانصراف فقسموا بالله عليه ألا يذهب حتى يُعَلِّم أبنائهم وتقدم كبير القوم وإسمه محمد بن يحيى الورداني وعرض عليه إبنته فاطمة الوردانية فتزوجها محمد البوزيدي، وهنا في هذه القرية «وردانة» لُقِّب سيدي محمد البوزيدي بـ حمّو الشيخ لأن في شمال المغرب يطلق السكان الريفيون على من يحمل اسم محمد بِـ حمّو.
انتشر خبر سيدي محمد البوزيدي وما أجراه الله على يده من تلك الكرامة وعَّم الخبر جميع شمال المغرب، فلما سمع فقراء زاوية كركر بذلك ذهبوا إليه فأمرهم بالرجوع إلى زاويتهم قائلا لهم: «إنني لست من الماكثين هنا، بل أنا عازم على الرحيل إلى وطني», فصارت بعد ذلك قرية وردانة قبلة معنوية يتوجه إليها الناس لطلب العلم وتخرّج على يد الشيخ سيدي محمد البوزيدي شيوخ في علم الشريعة وعلم التصوف منهم عدد كثير من العلماء والعارفين بالله.

### عودته إلى أرض الوطن حوالي 1874م / 1291هـ
لما رأى محمد البوزيدي أن الدعوة إلى الله قد تمت وأقبل عليها جمهور غفير ونوَّر الله بها قلوب العباد وعمَّ النفع على البلاد، أدرك أن مهمته انتهت في هذه القرية فتوجه برفقة أهله نحو الجزائر وحطَّ رحاله بمسقط رأسه مستغانم، وسكن ببيت أمام مسجد  يعقوب وكتم أمره ولم يدع أحدا إلى علم القوم، بل اكتفى بتعليم القرآن للصبيان وكان لقاءه بتلميذه أَحَمَدْ إِبْنَ عَلِيوَة، المَعْرُوفْ بِالْعَلَوِي وشريكه في التجارة بن عودة بن سليمان الذي كان أول من اتصل به حين تفرس فيه الإمامة والدلالة على الله بالإرشاد (في سنة 1894م/1311هـ).

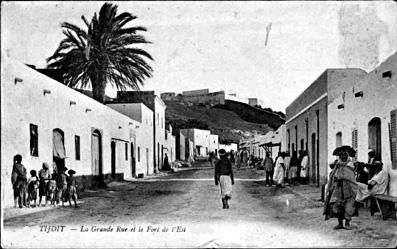
حي تيجديت بمدينة مستغانم

في يوم من الأيام، نزل على مستغانم ضيف من أجّل القوم معرفة من صفاقص ببلاد تونس حرسها الله، وكان أهالي مستغانم يحتفلون برجال الخير والعلم والصلاح ويلتفون حولهم حتى صارت مستغانم تلقب بمصر الصغيرة، ورفع النداء من المنادي أن :
| محمد بن الحبيب البوزيدي المستغانمي | الشيخ محمد ظافر المدني الصفاقصي نازل بزاوية الشيخ الحرَّاق بن كريتلي الموجودة بتجديت قرب ضريح سيدي السنوسي، فهلم للاجتماع والانتفاع | محمد بن الحبيب البوزيدي المستغانمي |

أثناء حفل الاستقبال بزاوية الشيخ الحرَّاق بن كريتلي الذي كان آنذاك على قيد الحياة وكان من أهل الخير والصلاح ذا مال أنفقه جميعا في سبيل الله في المشاريع الخيرية وكانت مأدبة الضيافة للضيف التونسي وللحاضرين من الأهالي على نفقته، فتغيب الشيخ الحرَّاق عن الجمع بعض اللحظات ليأمر ببعض الخدمات للضيوف، فناداه الشيخ محمد المدني الصفاقصي بأعلى صوته: «يا سيدي الحرَّاق» 3 مرات، فرَّد عليه الشيخ محمد البوزيدي الذي كان من الحاضرين في مؤخرة المجلس:
| محمد بن الحبيب البوزيدي المستغانمي | لا يكون الحرَّاق حرَّاقاً في طريقتنا حتى يحرق الكون من عرشه إلى فرشه ! | محمد بن الحبيب البوزيدي المستغانمي |

فتعجب الشيخ محمد المدني الصفاقصي من هذا الكلام وسأل من الرجل؟ فأجابه من كانوا بحاشيته من العلماء أن هذا يسمى بالبوزيدي الدرَّار أي أنه يعلم القرآن للدراري (الصبيان), فأجاب الشيخ محمد المدني: «بل هذا معلم للكبار فائتوني به», فتقدم الشيخ محمد البوزيدي وجلس بقربه وتناقشا في علم القوم.

## آثاره الفكرية
- قصيدة قل للذي لامني لمولانا [4]
- ديوان الأكبر المشهوربتلقين اسم مولانا الأعظم [5]

## وفاته
اشتد بالشيخ البوزيدي المرض يوحي بالفراق والأجل المحتوم وظهرت عليه بشائر الرحيل وكان رضي الله عنه في ذلك المرض معقود اللسان عن النطق مع سلامة الفهم وشلَّ نصف جسده ولم تمر أيام قلائل حتى انتقل الأستاذ إلى رحمة الله، ولم يخلف عقبه إلا إبنا إلى الجذب أقرب منه إلى الشعور، يُدعى سيدي مصطفى الذي كان يُحبه محبة فارطة وقد كان عند وفاته يمد البصر إلى ابنه بما يعلمه من جذبه، وكان يخشى أن يُهمل بعده، ولما علم الشيخ العلوي ذلك منه قال له:
| محمد بن الحبيب البوزيدي المستغانمي | اكفنا أنت يا سيدي ما أهمنا من جهة الله تعالى، ونحن نكفيك من جهة سيدي مصطفى ما أهمك | محمد بن الحبيب البوزيدي المستغانمي |

فرأى السرور يلوح على وجهه، فانتقل رضي الله تعالى عنه إلى جوار ربه يوم الاثنين 25 أكتوبر 1909 م / 10 شوال 1327 هـ فوفدت الوفود من كل حدب وصوب من فقراء وعلماء ومشايخ للتعزية وحضور الجنازة وصلى على جنازته الشيخ أحمد بن مصطفى العلوي ثم دفن بزاويته أمطر الله على قبره سحائب الرحمة وجلائل النعم

## وصلة خارجية
- محمد بن الحبيب البوزيدي